# 스카이리
스카이리(SKYLE)는 대한민국과 중화권의 합작으로 2021년 8월 4일 데뷔한 4인조 걸그룹이다.
그룹명은 (S)how the (K)inetic & (Y)outh (L)eading a new (E)pisode의 약자이다.

## 활동

### 데뷔 전
2021년 6월 29일 공식 로고의 애니메이션 영상이 공개되었다.
2021년 7월 8일 릴 킴의 <The Jump Off>, 마틴 개릭스와 비비 렉사의 <In The Name Of Love>, 현아의 <Party, Feel, Love> 댄스 퍼포먼스 영상이 공개되었다.
2021년 7월 30일 첫 디지털 싱글이자 데뷔 음반인 《FLY UP HIGH》의 하이라이트 메들리가 공개되었다.
2021년 8월 2일 데뷔 타이틀곡인 <천사의 날개를 내게줘>의 뮤직비디오 첫 번째 티저 영상이 공개되었다.
2021년 8월 3일 <천사의 날개를 내게줘>의 뮤직비디오 두 번째 티저 영상이 공개되었다.

### 2021년: 데뷔,FLY UP HIGH
2021년 8월 4일 데뷔 음반인 《FLY UP HIGH》가 발매되었다. 또한 발매 당일 데뷔곡 <천사의 날개를 내게줘>의 뮤직비디오가 공개되었다.
2021년 8월 10일 SBS MTV 더쇼에서 첫 음악방송 무대를 서며 정식 방송 데뷔를 했다.
2021년 8월 15일 제천국제음악영화제에 참여해 데뷔곡 <천사의 날개를 내게줘>, 수록곡 <DA DA DA>, 그리고 Abba의 <Dancing Queen>를 공연했다.
2021년 8월 22일 KBO 리그 KIA타이거즈VS키움 히어로즈 경기에 참여해 에린이 시구, 우정이 시타를 했다. 또 채현이 애국가 제창을 맡았으며, 축하무대로 데뷔곡 <천사의 날개를 내게줘>와 수록곡 <DA DA DA>를 공연했다.
2021년 9월 24일 수록곡 <DA DA DA>의 뮤직비디오 티저 영상이 공개되었다.
2021년 9월 24일 KBS 2TV 뮤직뱅크에서 <DA DA DA>의 첫 음악방송 무대를 섰다.
2021년 10월 1일 <DA DA DA>의 뮤직비디오가 공개되었다.

## 구성원
| 이름 | 소개 |
| ---- | --- |
| 지니 | - 본명 : 우지니(吳欣倪) - 생년월일 : 1998년 12월 26일(26세) - 출생지 : 중국 광저우시 - 학력 : 단국대학교 무용과 |
| 채현 | - 본명 : 김채현(金采炫) - 생년월일 : 1999년 9월 28일(25세) - 출생지 : 대한민국                                  |
| 에린 | - 본명 : 곽다영(郭多榮) - 생년월일 : 2001년 5월 3일(24세) - 출생지 : 대한민국                                   |
| 우정 | - 본명 : 이유정(李宇晴) - 생년월일 : 2001년 9월 18일(23세) - 출생지 : 대한민국 광주광역시                       |

## 음반 목록

### 뮤직 비디오
| 연도 | 아티스트 | 음원                 | 음반            | 비고 |
| ---- | -------- | -------------------- | --------------- | ---- |
| 2021 | 스카이리 | 천사의 날개를 내게줘 | 《FLY UP HIGH》 |      |
| 2021 | 스카이리 | DA DA DA             | 《FLY UP HIGH》 |      |

## 음반 외 활동

### 텔레비전 프로그램

#### 예능 프로그램(게스트)
| 연도 | 방송사     | 제목       | 출연 멤버 | 기간       | 비고   |
| ---- | ---------- | ---------- | --------- | ---------- | ------ |
| 2021 | MBC every1 | 대한외국인 | 지니      | 2021.10.06 | [ 11 ] |

### 라디오
| 연도 | 방송사        | 제목         | 출연     | 기간     | 비고   |
| ---- | ------------- | ------------ | -------- | -------- | ------ |
| 2021 | Arirang Radio | Music Access | 스카이리 | 10월 6일 | [ 12 ] |

## 광고 모델
| 연도 | 기업명        | 제품명  | 종류        |
| ---- | ------------- | ------- | ----------- |
| 2021 | STARTER CHINA | STARTER | 스포츠 웨어 |